# Richard Murray
Richard Murray (Ciudad del Cabo, 4 de enero de 1989) es un deportista sudafricano, nacionalizado neerlandés, que compite en triatlón y duatlón. Está casado con la triatleta neerlandesa Rachel Klamer.
Ganó tres medallas en el Campeonato Africano de Triatlón entre los años 2011 y 2014, y una medalla de bronce en el Campeonato Europeo de Triatlón de Velocidad. Además, obtuvo una medalla de oro en el Campeonato Mundial de Duatlón de 2016.
Participó en dos Juegos Olímpicos de Verano, ocupando el cuarto lugar en Río de Janeiro 2016 y el 17.º en Londres 2012.

## Palmarés internacional
| Representando a Sudáfrica |                          |                  |            |
| Campeonato Africano       |                          |                  |            |
| Año                       | Lugar                    | Medalla          | Prueba     |
| 2011                      | Maputo (Mozambique)      | Medalla de oro   | Individual |
| 2012                      | Morne Brabant (Mauricio) | Medalla de oro   | Individual |
| 2014                      | Troutbeck (Zimbabue)     | Medalla de plata | Individual |

| Representando a Países Bajos |                     |                   |            |
| Campeonato Europeo           |                     |                   |            |
| Año                          | Lugar               | Medalla           | Prueba     |
| 2023                         | Balıkesir (Turquía) | Medalla de bronce | Individual |

| Representando a Sudáfrica |                 |                |            |
| Campeonato Mundial        |                 |                |            |
| Año                       | Lugar           | Medalla        | Prueba     |
| 2016                      | Avilés (España) | Medalla de oro | Individual |